# Gustav von Arnim (General, 1796)
Karl Gustav Theodor von Arnim (* 1. Mai 1796 in Brandenburg an der Havel; † 21. Juni 1877 in Potsdam) war ein preußischer General der Infanterie, der maßgeblich an der hohen Qualität der Ausbildung der Jäger und Schützen beteiligt war.

## Leben

### Herkunft
Gustav von Arnim war ein Sohn des preußischen Majors Gustav Friedrich von Arnim (1767–1813) und dessen Ehefrau Auguste Wilhelmine Amalie, geborene von Arnim (1775–1829) aus dem Hause Brandenstein.

### Militärkarriere
Arnim immatrikulierte sich 1813 zunächst an der Universität Berlin, trat dann am 3. Februar 1813 als Freiwilliger Jäger in das Garde-Jäger-Bataillon der Preußischen Armee ein und wurde am 12. Oktober 1813 zum Portepeefähnrich ernannt. Während der Befreiungskriege kämpfte er in den Schlachten bei Großgörschen, Bautzen, Brienne und Arcis-sur-Aube sowie der Belagerung von Toul. Am 14. April 1814 wurde er zum Sekondeleutnant befördert.
Nach dem Krieg avancierte Arnim bis Mitte April 1831 zum Hauptmann und Kompaniechef. Am 30. März 1840 kam er als Major in das 31. Infanterie-Regiment und wurde am 14. Dezember 1841 als Kommandeur des Füsilier-Bataillons in das Kaiser Franz Grenadier-Regiment versetzt. Am 27. März 1847 folgte seine Ernennung zum Kommandeur des Garde-Schützen-Bataillons. Als solcher nahm er 1848 im Ersten Schleswig-Holsteinischen Krieg an der Schlacht bei Schleswig teil. Am 24. August 1848 wurde er Kommandeur des Garde-Jäger-Bataillon und gleichzeitig mit der Wahrnehmung der Geschäfte als Inspekteur der Inspektion der Jäger und Schützen beauftragt. Am 8. Mai 1849 wurde er als Inspekteur ernannt und stieg bis Mitte April 1851 zum Oberst. Am 26. Oktober 1854 wurde er unter Beförderung zum Generalmajor Kommandeur der 27. Infanterie-Brigade. Daran schloss sich vom 7. März 1857 bis zum 2. Juni 1858 eine Verwendung als Kommandeur der 3. Garde-Infanterie-Brigade an. In dieser Stellung erhielt Arnim am 21. September 1857 den Roten Adlerorden II. Klasse mit Schwertern am Ringe und am 24. Oktober 1857 den Sankt-Stanislaus-Orden II. Klasse. Am 3. Juni 1858 wurde er Kommandeur des 16. Division in Trier und am 22. November 1858 zum Generalleutnant befördert. Am 19. Oktober 1859 beauftragte man Arnim mit der Führung des VIII. Armee-Korps. Bereits am 27. November 1859 wurde er von der Aufgabe entbunden, da er nach dem Tod des General von Hirschfeld eigenmächtig das Kommando übernommen hatte. Da das die Aufgabe des Chefs des Generalstabes gewesen wären, erhielt er vom Prinzregenten ein Rüge. Angesichts seiner Leistungen hatte diese aber keine weiteren Konsequenzen.
Am 20. September 1861 wurde er mit dem Roten Adlerorden I. Klasse mit Schwertern am Ringe  sowie am 18. März 1862 mit dem Großkreuz des Ordens der Eichenkrone ausgezeichnet. Anlässlich seines 50-jährigen Dienstjubiläums erhielt er am 31. Januar 1863 den Kronenorden I. Klasse. Am 19. Dezember 1863 wurde Arnim zur Führung der Geschäfte des Generalkommandos des IV. Armee-Korps kommandiert. Er wurde dann am 9. Januar 1864 unter Belassung seiner Stellung zu den Offizieren der Armee versetzt. Am 18. März 1864 wurde er von der Stellung enthoben, blieb aber unter Belassung der Kompetenzen als Divisionskommandeur bei den Offizieren der Armee. Er wurde am 26. November 1864 mit dem Charakter als General der Infanterie zur Disposition gestellt.
In ehrender Anerkennung der Verdienste, die er sich in seiner früheren Stellung als Inspekteur um die Ausbildung der Jäger erworben hatte, wurde Arnim zum 3. Oberjägermeister ernannt. Er starb am 21. Juni 1877 in Potsdam.

### Familie
Arnim heiratete am 11. Juli 1827 in Potsdam Albertine Freiin von Montmartin (1797–1863), Tochter des Johann Ludwig Emil Freiherr von Montmartin († 1837), Erbherr auf Cummerow. Das Paar hatte mehrere Kinder:
- Gustav (1829–1909), preußischer General der Infanterie ⚭ Elise Gumtau (1830–1914)
- Helene (1830–1903) ⚭ 1850 Carl Gustav Julius von der Lancken (1812–1874)
- Albertine Elisabeth (1831–1877) ⚭ 1849 Friedrich Wilhelm Heinrich von Berg (1817–1879)
- Bernhard (1833–1917), preußischer Generalmajor ⚭ 1861 Agnes von Jacobs (1843–1907)
- Cäcilie (1841–1927) ⚭ 1863 Conrad Freiherr Roth von Schreckenstein (1829–1905), Sohn von General Ludwig Roth von Schreckenstein